# (73384) 2002 LK9
(73384) 2002 LK9 – planetoida z pasa głównego asteroid okrążająca Słońce w ciągu 3,48 lat w średniej odległości 2,29 j.a. Odkryta 5 czerwca 2002 roku.